# Халовеј (Охајо)
Халовеј (енгл. Holloway) град је у америчкој савезној држави Охајо.

## Демографија
По попису из 2010. године број становника је 338, што је 7 (-2,0%) становника мање него 2000. године.
| Група             | 2000.       | 2010.       |
| Белци             | 341 (98,8%) | 330 (97,6%) |
| Афроамериканци    | 0 (0,0%)    | 0 (0,0%)    |
| Азијати           | 0 (0,0%)    | 1 (0,3%)    |
| Хиспаноамериканци | 0 (0,0%)    | 5 (1,5%)    |
| Укупно            | 345         | 338         |